# Telmatoscopus carthusianus
Telmatoscopus carthusianus és una espècie d'insecte dípter pertanyent a la família dels psicòdids que es troba a Europa: Alemanya (Baviera), França i el territori de l'antiga Txecoslovàquia.